# ポール・ドレイパー
ポール・ドレイパー（Paul Draper、1970年9月26日 - ）は、イギリスのミュージシャン、シンガーソングライター、プロデューサー。ブリットポップ期のロックバンド「マンサン」の元ボーカリスト。2006年からソロアーティストとして活動。2017年8月11日、1stアルバム『スプーキー・アクション』を発表。2019年3月東京、大阪で5日間のソロ初来日公演を実施。2022年1月28日2ndアルバム『カルト・リーダー・タクティクス』をリリースした。また、2023年3月には自身のソロ曲に加え、マンサンの2ndアルバム「SIX」を完全再現するイギリスツアーを実施する。

## 経歴

### マンサン時代（1995年-2003年）
イギリスで1990年代後半に活躍したバンド、マンサンのボーカリスト、ギタリスト、プロデューサーとして活動。マンサンは3枚のアルバムを発表の後、2003年に解散。解散前にレコーディングが終わっていた音源を発表するよう求めるファンの署名活動により、2004年に4thアルバムをリリース。2006年（日本では2008年）にベストアルバムを発売した。

### マンサン解散後（2003年-）
主にプロデューサーとして活動を行う。
2005年、スカンク・アナンシー（Skunk Anansie）のSkinに「Alone in My Room」を提供。
2009年、ザ・ジョイ・フォーミダブル（The Joy Formidable）のアルバムに参加。同年、マイ・ヴィトリオール（My Vitriol）のギグではマンサンの「Wide Open Space」を披露した。またマイ・ヴィトリオールの来日公演にもゲストとして出演する予定だった。
2014年、ザ・アンコレス（The Anchoress）の楽曲「What Goes Around」をプロデュース。BBC6ラジオへの出演や、Twitter、Facebookでの情報発信などを開始。
2014年8月23日には、マンサン・ファンによるイベント「Mansun Convention」がチェスターで開催され、新曲「Feeling My Heart Run Slow」を発表した。
2016年1月、ザ・アンコレス（The Anchoress）のデビューアルバム『Confessions of a Romance Novelist』に共同プロデューサーとして参加した。
マンサンの1stアルバム『アタック・オブ・ザ・グレイ・ランターン』の発売20周年になる2017年2月18日には、同アルバムがレコーディングされたリヴァプールでファン主催のイベント「Mansun Convention」が開催された。

### ソロ活動（2016年-）
2016年6月10日『EP One』をリリースし、自身のソロ活動を開始した。『EP One』は2016年6月17日付の全英12インチシングルレコードチャートで1位、Official Vinyl Singles ChartとOfficial Physical Singles Chartでいずれも2位を獲得した。
2016年10月13日、BBC6の番組内で新曲「Friends Make The Worst Enemies」を発表し、2016年11月25日に『EP Two』をリリースした。『EP Two』は2016年12月2日付のOfficial Physical Singles Chartで1位、Official Vinyl Singles Chartで4位、12インチシングルレコードチャートで3位を獲得した。また、2017年9月には、6都市をめぐる全英ソロツアーを行った。
2017年6月8日、『スプーキー・アクション』の収録曲「Don't Pork The Bear」、6月28日に「Things People Want」を発表し、2017年8月11日アルバム『スプーキー・アクション』をリリース。2017年9月6日、日本限定のボーナストラックを含む『スプーキー・アクション』の日本盤が発売された。
『スプーキー・アクション』は2017年8月18日ー24日の全英アルバムチャートで19位、インディーズチャートで3位を獲得した。『EP Three』は2018年3月16日にダウンロードのみの形式で発売された。
2018年2月、3月には14都市をめぐるイギリスツアーを行い、第1部をソロの楽曲、第2部ではマンサンの1stアルバム『アタック・オブ・ザ・グレイ・ランターン』の完全再現を行った。また、2018年4月、5月はスティーヴン・ウィルソンの北米ツアーにオープニングアクトとして帯同した。
2018年9月にFESTIVAL NUMBER 6、2018年10月に所属レコード会社Kscopeの10周年記念イベントに出演、2018年11月にはイギリス内7都市をめぐるアコースティックツアーを行った。2019年1月、2月にはスティーヴン・ウィルソンのフランス・ベルギーツアーにオープニングアクトとして帯同。2019年3月にはツアーメンバーのベン・シンクを伴い、19年ぶりの日本公演と初の中国公演を行った。
2021年10月28日、シングル「Cult Leader Tactics」を発表。同時にソロ2作目となるアルバム『カルト・リーダー・タクティクス』の2022年1月28日発売と、2022年3月のイギリスツアーが発表された。更に2021年12月9日にはスティーヴン・ウィルソンとコラボレーションしたシングル「Omega Man」、2022年1月14日にはシングル「You've got no life skills, baby!」、2022年3月8日にはEP「Everyone Becomes a Problem Eventually」が発表された。2ndアルバム『カルト・リーダー・タクティクス』は2022年2月10日付全英アルバムチャートで22位、インディーズチャートで4位を獲得した。アルバム発売に合わせ、2022年1月28日～2月2日まで全英7か所を巡るインストア・ツアー、2022年3月9日～3月27日まで全英14か所のアコースティック・ツアーが実施された。サポートアクトとしてLove Amongst Ruinが帯同した。
また、自身のソロ活動とは別に、現在の所属レコード会社Kscopeがマンサンの全カタログを取得、大規模なリイシューキャンペーンを行っている。

## 来日公演
Acoustic Japan Tour 2019
- 2019年3月6日  TSUTAYA O-nest（東京）
- 2019年3月7日  TSUTAYA O-nest（東京）
- 2019年3月8日  FAN J（大阪）
- 2019年3月9日  Club Que（東京）
- 2019年3月10日 Club Que（東京）

## ディスコグラフィ
スタジオ・アルバム
- 『スプーキー・アクション』 - Spooky Action (2017年8月11日、Kscope)
- 『カルト・リーダー・タクティクス」 - Cult Leader Tactics （2022年1月28日、Kscope）

ライブ・アルバム
- Live at Scala (2018年2月16日、Kscope)
- ATTACK OF THE GREY LANTERN – LIVE AT THE RITZ (2018年11月14日、Kscope)*レコードのみ
- ATTACK OF THE GREY LANTERN – LIVE AT THE RITZ (2022年8月5日、Kscope)*CDで再発売

EP
- EP One (2016年6月、KSCOPE 927) - "Feeling My Heart Run Slow" / "No Ideas [feat. Steven Wilson]" / "The Silence is Deafening" / "F.M.H.R.S (The Twilight Sad Mix)"
- EP Two (2016年11月、KSCOPE 935) - "Friends Make the Worst Enemies" / "Some Things Are Better Left Unsaid" / "Don't You Wait, It Might Never Come" / "Friends Make the Worst Enemies (Acoustic)"
- EP Three (2017年3月、Kscope) - "Jealousy Is A Powerful Emotion (single version)" / "Things People Want (Acoustic Version)" / "Jealousy Is A Powerful Emotion (Acoustic Version)" / "Friends Make The Worst Enemies (Public Service Broadcasting Remix)"
- Everyone Becomes a Problem Eventually (2022年3月、Kscope) - "Everyone Becomes A Problem Eventually (Single Edit)" / "Omega Man (feat. Steven Wilson) (Extended Mix)" / "Internationalle (PDub single mix)" /

"Cult Leader Tactics (Acoustic)"
シングル&ダウンロード
- "Feeling My Heart Run Slow" (2016年4月、PURE 328S)
- "Friends Make the Worst Enemies (Public Service Broadcasting Remix)" (2016年12月)
- "Things People Want" (2017年7月、KSCOPE410P)
- "Grey House (7" Edit)" (2017年10月、KSCOPE 705) - b/w "Who's Wearing the Trousers (7" Edit)"
- "Cult Leader Tactics" (2021年10月、KSCOPE)
- "Omega Man [feat. Steven Wilson]" (2021年12月、KSCOPE)
- "You've got no life skilles, baby!" (2022年1月、KSCOPE)